# Hogna bergsoei
Hogna bergsoei este o specie de păianjeni din genul Hogna, familia Lycosidae. A fost descrisă pentru prima dată de Thorell, 1875. Conform Catalogue of Life specia Hogna bergsoei nu are subspecii cunoscute.